# Oggetto di Herbig-Haro

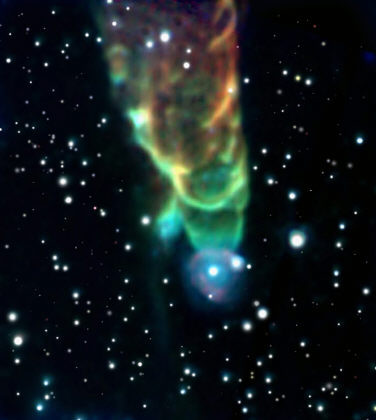
L'oggetto di Herbig-Haro HH49 ripreso dal Telescopio spaziale Spitzer.

Gli oggetti di Herbig-Haro (detti anche oggetti di HH; sigla di catalogo HH) sono una categoria di nebulose a emissione debolmente luminose visibili all'interno o ai margini delle regioni di formazione stellare. Si formano quando gas ionizzato (spesso allo stato di plasma), espulso sotto forma di getti in corrispondenza dei poli di stelle in fase di formazione, collide con nubi più dense di gas e polveri a velocità supersoniche. Le onde d'urto generate dalla collisione eccitano gli atomi del gas, che si illumina per il fenomeno della triboluminescenza.
Si calcola che tali fenomeni abbiano una durata relativamente breve: gli oggetti di HH durerebbero alcune decine o al massimo a qualche centinaia di migliaia di anni, al termine dei quali si disperdono nel mezzo interstellare sotto l'azione del vento prodotto dalle stelle di nuova formazione. Le osservazioni condotte dal Telescopio spaziale Hubble (HST) rivelano anche che questi oggetti si evolvono rapidamente nel giro di pochi anni.
Il primo a studiare questa tipologia di oggetti celesti fu S. W. Burnham, ma furono gli astronomi che lo seguirono a rendersi conto che si trattava di un particolare tipo di nebulosa a emissione. A cavallo tra gli anni quaranta e gli anni cinquanta del secolo scorso tali fenomeni furono studiati in maniera approfondita da G. H. Herbig e, indipendentemente, da G. Haro; i due scienziati, cui è dedicata questa classe di oggetti, li riconobbero come fenomeni legati alla formazione delle nuove stelle.

## Storia delle osservazioni

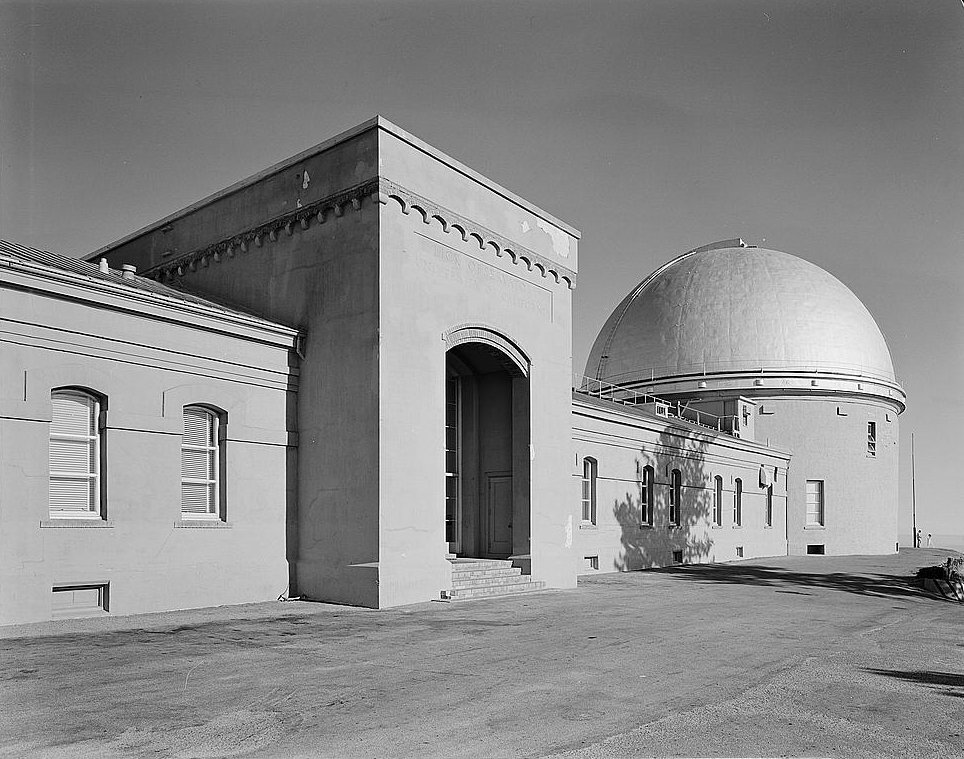
L'ala sud dell'osservatorio Lick, in cui è situato il telescopio rifrattore da 914 mm utilizzato da Burnham.

### Prime osservazioni
Gli oggetti di Herbig-Haro furono osservati per la prima volta verso la fine dell'800 dall'astronomo statunitense Sherburne Wesley Burnham. Lo scienziato, puntando il telescopio rifrattore da 914 mm di apertura dell'osservatorio Lick verso la stella T Tauri, notò una piccola nebulosità associata all'astro. Burnham però liquidò l'oggetto catalogandolo come normale nebulosa a emissione, chiamata in suo onore nebulosa di Burnham (HH 255).
Si scoprì in seguito che T Tauri era una stella molto giovane ed estremamente variabile, identificata come prototipo di una classe di oggetti simili, le stelle T Tauri. La variabilità delle stelle T Tauri è dovuta al fatto che non hanno ancora raggiunto l'equilibrio idrostatico tra collasso gravitazionale, che tenderebbe a comprimerle ulteriormente, e pressione di radiazione prodotta dalle reazioni di fusione termonucleare nel nucleo stellare, che tenderebbe a farle espandere.
Circa cinquant'anni dopo Burnham furono scoperte altre nebulosità simili, talmente piccole da sembrare piccole stelle e gli astronomi compresero di trovarsi di fronte a particolari nebulose a emissione.

### La scoperta parallela di Herbig e Haro

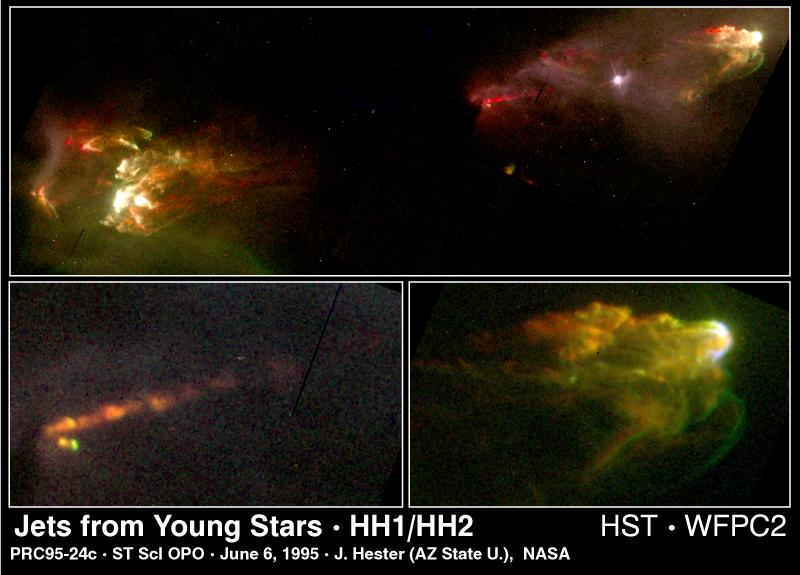
Gli oggetti di Herbig-Haro HH 1 ed HH 2 (ripresi da HST) distano l'uno dall'altro circa un anno luce; sono situati in maniera simmetricamente opposta lungo l'asse di rotazione di una giovane stella, che espelle materia tramite getti polari.

I primi astronomi a studiare nei dettagli gli oggetti HH furono, verso la fine degli anni quaranta e i primi anni cinquanta, lo statunitense George Herbig (dell'osservatorio Lick) e il messicano Guillermo Haro (dell'osservatorio di Tonantzitla); indipendentemente l'uno dall'altro. Essi scoprirono che in certe regioni oscure della Nebulosa di Orione si producevano strane righe di emissione, che sembravano originarsi da oggetti nebulosi di aspetto semistellare. Herbig notò che tali spettri mostravano linee di emissione molto accentuate di idrogeno (Hα), zolfo [S II] e ossigeno [O II], e provenivano da alcuni oggetti catalogati successivamente come HH 1, HH 2 e HH 3. Dal canto suo Haro scoprì quasi contemporaneamente (ma lo annunciò solo nel 1952-53) molti altri oggetti della stessa tipologia e mostrò che la loro emissione nell'infrarosso era molto debole, se non in certi casi assente.
Poco dopo le loro scoperte, Herbig e Haro si incontrarono all'ottantaduesima conferenza dell'American Astronomical Society, tenutasi nel dicembre del 1949 a Tucson, in Arizona. Herbig inizialmente prestò una scarsa attenzione alla sua scoperta, poiché era più interessato allo studio delle stelle vicine; in seguito, venuto a conoscenza delle scoperte di Haro, decise di intraprendere studi più dettagliati su queste nebulose. Entrambi gli astronomi giunsero alla conclusione che si trattasse di un fenomeno caratteristico della formazione stellare.
In seguito, l'astronomo sovietico Viktor Ambarcumjan, che conferì il nome di Herbig e Haro a questa classe di oggetti, basandosi sulla loro presenza vicino a stelle giovani (con età di poche centinaia di migliaia di anni), ipotizzò che potessero avere relazioni con le stelle T Tauri.

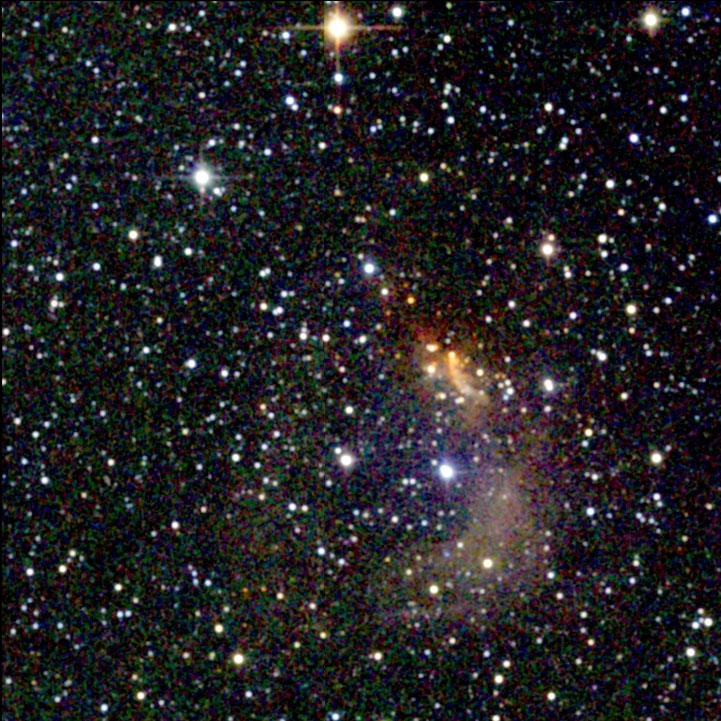
La nebulosa a riflessione NGC 2626, che contiene al suo interno l'oggetto HH 132 (la macchia giallo-arancione simile a un getto nella parte superiore della nebulosa).

### Studi recenti
Studi successivi hanno mostrato che il gas degli oggetti HH è altamente ionizzato; per questa ragione molti astronomi hanno suggerito che in essi si sarebbero potute trovare stelle poco luminose, ma estremamente calde. L'ipotesi fu immediatamente scartata, data l'assenza di radiazione infrarossa proveniente da queste nebulose; infatti, in accordo con quanto notato da Haro, la presenza di stelle sarebbe stata indicata da una massiccia quantità di emissione nell'infrarosso. Successivamente è stata confermata l'ipotesi secondo cui queste nebulosità potrebbero contenere al loro interno degli oggetti stellari giovani (YSO), e che gli oggetti di Herbig-Haro sarebbero il risultato della collisione della materia, espulsa dai giovani astri durante il processo di accrescimento, contro il gas della nebulosa da cui ha preso origine la stella. L'urto avverrebbe a velocità superiori a quella del suono (le osservazioni del telescopio spaziale Hubble hanno mostrato una velocità di espansione compresa tra 100 e 1000 km/s), mentre l'energia cinetica dell'urto, divenuta energia termica a causa dell'attrito, darebbe luogo alla ionizzazione delle molecole, scisse nei loro atomi costituenti.
Nei primi anni ottanta si era giunti a comprendere che il materiale espulso che costituisce l'oggetto è altamente collimato, ovvero concentrato in getti le cui particelle viaggiano quasi perfettamente parallele. Negli anni novanta un ruolo determinante è stato rivestito dal Telescopio Hubble, e, più recentemente, anche dal Telescopio spaziale Spitzer; grazie a questi due importanti telescopi orbitanti si è scoperto che la formazione di simili getti rappresenta un fenomeno tipico delle ultimissime fasi della genesi stellare.

## Formazione e struttura

Struttura schematica di un oggetto di Herbig-Haro.

La teoria correntemente accettata dalla comunità astronomica sul processo di formazione stellare, detta modello standard, prevede che la nascita di una stella avvenga quando una nube molecolare in lenta rotazione collassa su sé stessa per azione della sua stessa gravità; in questo modo si forma un denso nucleo idrostatico che prende il nome di protostella.

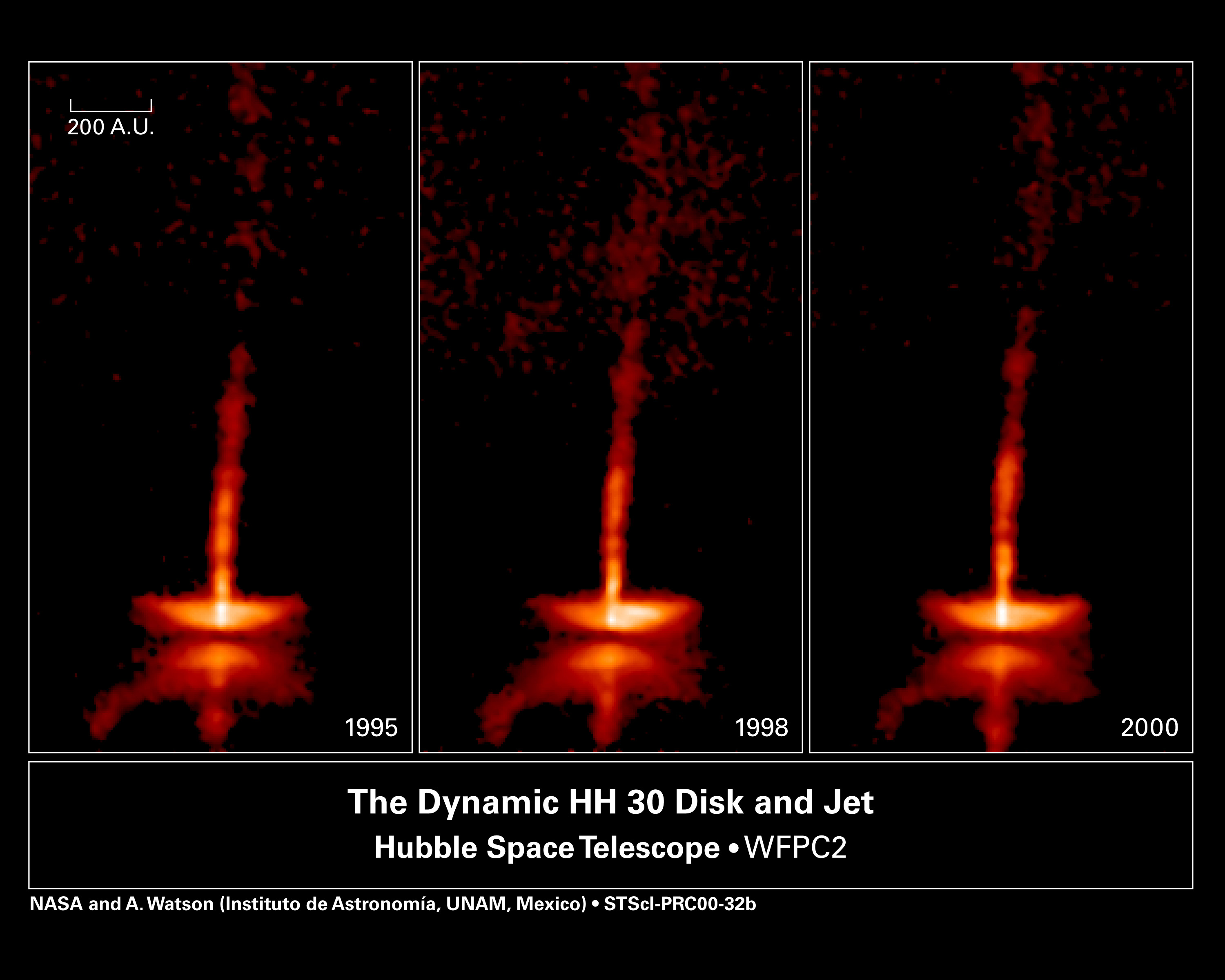
Immagini scattate da HST che mostrano la variazione nella struttura dell'oggetto HH 30 nel corso di cinque anni, dal 1995 al 2000. Situato a 450 a.l. dalla Terra, nella costellazione del Toro, presenta alcuni addensamenti di materia lungo la direzione principale del getto a una velocità stimata di circa 200 km/s. Il disco, visto di taglio, ha un raggio di 250 UA.

In seguito al collasso la protostella deve aumentare la propria massa incorporando materia a partire dai gas residui della nube; ha così inizio una fase di accrescimento che va avanti ad un ritmo di circa 10-6–10−5 M☉ all'anno. L'accrescimento del materiale verso la protostella è mediato da una struttura discoidale allineata con l'equatore della protostella, il disco di accrescimento. Questo si forma nel momento in cui il moto di rotazione della materia in caduta (inizialmente uguale a quello della nube) viene amplificato a causa della conservazione del momento angolare; tale formazione ha anche il compito di dissipare l'eccesso di momento angolare, che altrimenti, trasferendosi sulla protostella, ne causerebbe lo smembramento. In questa fase si formano inoltre dei flussi molecolari collimati, frutto forse dell'interazione delle regioni interne del disco, colpite dall'intensa radiazione prodotta, con le linee di forza del campo magnetico stellare; questi getti si dipartono dai poli della protostella a velocità supersonica e probabilmente hanno anch'essi la funzione di disperdere l'eccesso di momento angolare. I getti, entrando in collisione con i gas circostanti della nube, vengono bruscamente frenati; si generano così onde d'urto che si propagano anche lateralmente al getto, eccitando gli atomi del gas e rendendolo luminescente (triboluminescenza). La nebulosa a emissione che si viene a formare costituisce l'oggetto di Herbig-Haro.
Le immagini ad alta risoluzione riprese dal telescopio spaziale Hubble hanno permesso di analizzare la struttura di questi oggetti, mostrando inoltre chiaramente che in alcuni casi, come in HH 30, la struttura di questi getti non sia perfettamente continua, ma appaia frammentaria. Secondo alcuni astronomi, questa frammentazione sarebbe dovuta ad interazioni dinamiche col mezzo interstellare; i più sostengono invece che sia il risultato di eruzioni periodiche di materia da parte della stella nei primi stadi evolutivi, che si ripetono ad intervalli di circa 20–30 anni. La frammentarietà dei getti suggerisce la presenza di fenomeni episodici e indica dunque che l'accrescimento di materia non si sia svolto in modo perfettamente regolare, ma attraverso tappe successive. In alcuni casi, inoltre, i getti sembrano dispiegarsi attorno alla direzione principale del moto, il che suggerisce che l'emissione gassosa non sia sempre avvenuta in maniera regolare o si sia originata dalle medesime regioni del disco. In altri casi la forma dei getti risulta complessa a causa di un possibile moto ondulatorio della stella, causato forse da interazioni gravitazionali con compagni invisibili: protostelle che non hanno raggiunto l'ignizione (destinate a diventare nane brune) o sistemi planetari in formazione. La formazione planetaria, che avviene, secondo le recenti teorie, tramite la frammentazione del disco circumstellare e la successiva condensazione di ammassi di materia, sarebbe dunque un "sottoprodotto" della formazione stellare.

## Caratteristiche chimico-fisiche
L'emissione luminosa degli oggetti di Herbig-Haro ha delle dinamiche molto complesse. Le analisi spettroscopiche del loro effetto Doppler indicano velocità per i flussi molecolari pari ad alcune centinaia di chilometri al secondo, ma le linee di emissione del loro spettro elettromagnetico sono troppo deboli per esser state prodotte a seguito di urti a velocità così elevate. Ciò probabilmente implica che parte della materia con cui collidono i flussi sia anch'essa in movimento, seppure a velocità minori.

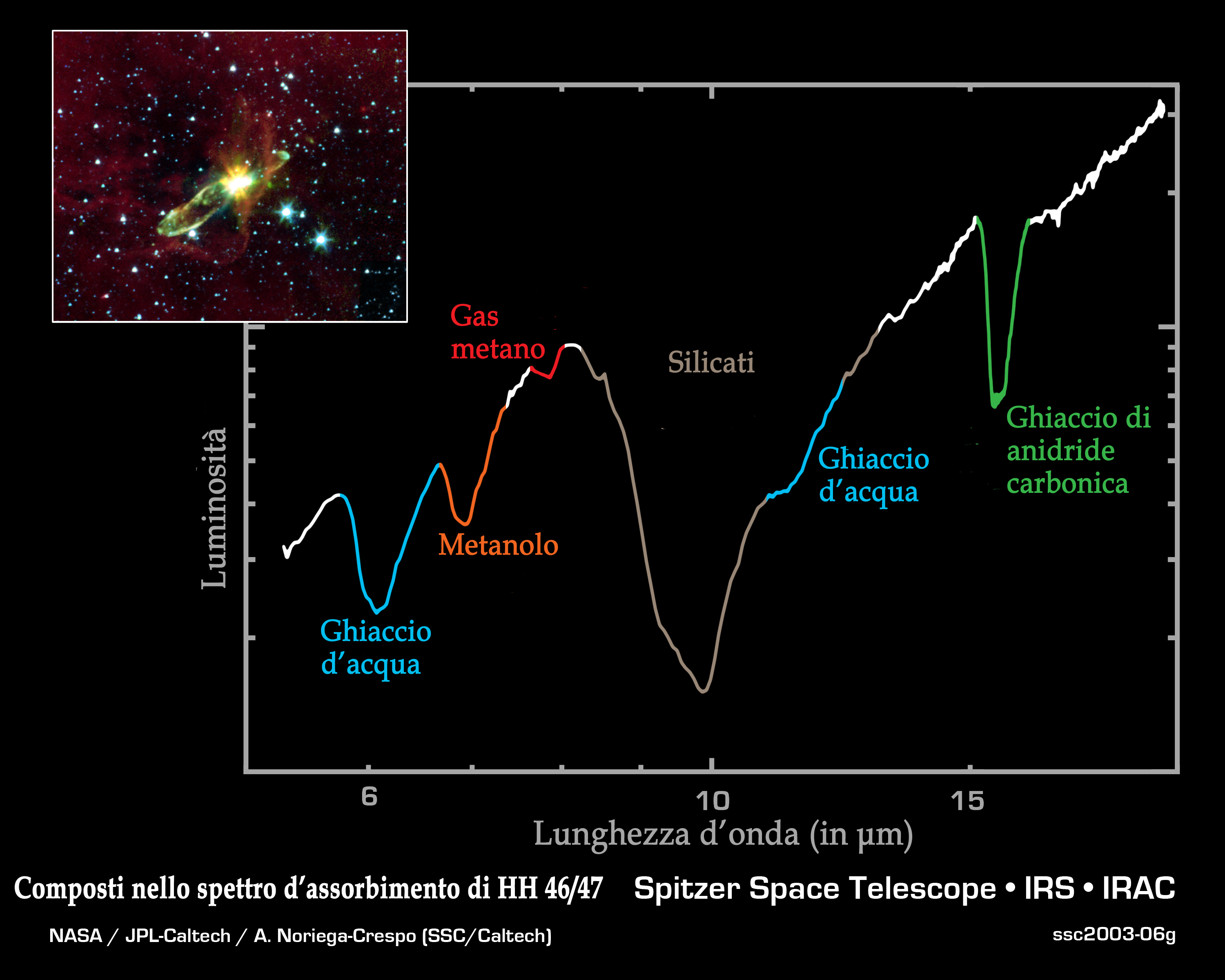
Diagramma che mostra la composizione dell'oggetto di Herbig-Haro HH 46/47.

Una particolarità di questi getti è che essi appaiono confinati in coni estremamente sottili, che si distendono fino ad alcune unità astronomiche dalla superficie stellare. Si ritiene che il confinamento della materia nei getti sia favorito dalle linee di forza del campo magnetico stellare, la cui deflessione e ritorsione nell'attraversare il disco di accrescimento provocherebbe una sorta di elica che incanala il plasma espulso in un getto sottile.
Nonostante siano alimentati per un periodo piuttosto breve (circa 100 000 anni), i flussi molecolari comportano una significativa perdita di massa da parte dell'astro in formazione. Si calcola che la massa dispersa dai flussi polari, che viene prelevata dal disco, corrisponda a circa 2 x 10−7 masse solari; si tratta di una perdita significativa, perché rappresenta l'1-10% della massa del disco che va a incrementare ogni anno quella della stella. Tuttavia, questa perdita di massa ha una sua ragion d'essere. Solo una parte della materia del nucleo denso (si stima circa un terzo) andrà a precipitare nella protostella: infatti, se tutto il momento angolare del disco venisse trasferito a essa, la sua velocità di rotazione incrementerebbe sino a raggiungere un valore di forza centrifuga tale da provocarne lo smembramento. Gli stessi getti contribuirebbero a disperdere l'eccesso di momento angolare.
La temperatura negli oggetti HH si aggira tra 8 000 e 12  000 K, esattamente come in altre nebulose ionizzate, quali le regioni H II e le nebulose planetarie. La densità è però nettamente maggiore ed è compresa tra alcune migliaia e alcune decine di migliaia di particelle al cm3, in raffronto alle circa 1 000 per cm3 nelle regioni H II e nelle nebulose planetarie.
Gli oggetti HH sono costituiti principalmente da idrogeno ed elio, nelle percentuali in massa rispettivamente del 75% e 25%. Meno dell'1% è costituito da elementi più pesanti e composti, quali acqua (allo stato di ghiaccio), silicati, anidride carbonica (allo stato di ghiaccio), metano e metanolo. La composizione degli oggetti HH è stata studiata attraverso analisi spettrofotometriche, che mostrano un netto predominio delle emissioni di Balmer dell'idrogeno, con linee di emissione di ossigeno ([O I]), zolfo ([S II]), azoto ([N I]) e ferro ([Fe II]), in cui risaltano linee di [O II] e [N II] fortemente eccitati, assieme a deboli emissioni di [O III].

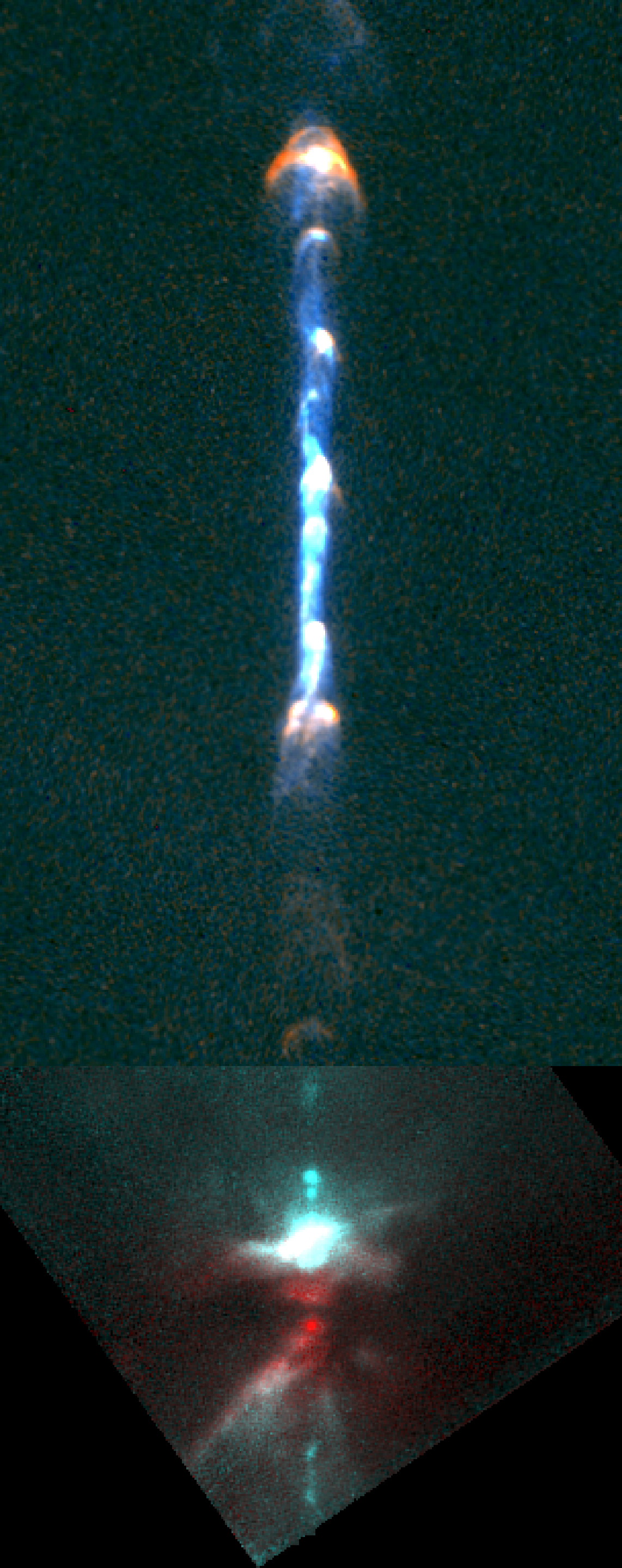
HH 111, una delle poche eccezioni: si estende per oltre 12 a.l. (3,7 pc) dalla stella madre. La parte superiore dell'immagine è stata ripresa da HST nel visibile (camera WF/PC2), quella inferiore nell'infrarosso (NICMOS).

Nei pressi della stella in formazione circa il 20–30% del gas nebulare è ionizzato, ma questa proporzione diminuisce all'aumentare della distanza dall'astro. Ne consegue che la materia è già in forma ionica nel getto polare, mentre riacquista gli elettroni persi durante la ionizzazione man mano che si allontana dalla stella. Quanto detto sembrerebbe contraddire la teoria secondo cui gli atomi si ionizzino a seguito delle collisioni. Non è così: bisogna tener presente che le sollecitazioni, cui gli atomi sono sottoposti al termine del getto, possono ionizzare nuovamente una parte del gas, dando luogo in questo modo a delle «calotte» luminescenti al termine dei flussi, visibili anche nell'immagine accanto.

## Numeri e distribuzione
L'ultimo catalogo pubblicato sugli oggetti di HH risale al 1999 e contava più di 450 oggetti. Da allora le scoperte sono state numerose e un'interrogazione al database SIMBAD restituisce oltre 2000 risultati.
Gli oggetti di HH, che si trovano nelle regioni in cui è presente una certa attività di formazione stellare, si presentano nella maggior parte dei casi singolarmente; non è però raro osservarli in estese associazioni, che comprendono a volte anche dei globuli di Bok (nebulose oscure in cui si trovano stelle in formazione, da cui spesso si originano gli stessi oggetti HH).
Negli ultimi anni il numero degli oggetti HH scoperti è cresciuto rapidamente, ma si ritiene che gli oggetti individuati costituiscano solo una minima percentuale di quelli realmente esistenti nella Via Lattea. Le stime sostengono che siano oltre 150 000, la maggior parte dei quali sarebbero tanto lontani da non poter essere né osservati né tantomeno studiati con le attuali tecniche osservative.
Gran parte degli oggetti HH conosciuti si trova entro 0,5 parsec (pc) dalla stella che li ha originati; pochissimi, infatti, sono quelli individuati a una distanza maggiore dalla stella madre (circa 1 pc). Vi sono tuttavia delle eccezioni: ne sono stati scoperti alcuni anche a diversi parsec di distanza, forse perché il mezzo interstellare, non essendo molto denso nelle loro vicinanze, gli consente di propagarsi a distanze molto maggiori dalla stella, prima di disperdersi nello spazio interstellare.

## Moto proprio e variabilità
Negli ultimi anni, grazie soprattutto all'alto potere risolutivo del telescopio Hubble, si è potuto misurare il moto proprio di buona parte degli oggetti HH nel corso di alcuni anni. Queste osservazioni hanno inoltre permesso di misurare la distanza di alcune di queste nebulosità, tramite il metodo della parallasse.
Durante il loro spostamento dalle stelle madri, gli oggetti HH si evolvono significativamente, variando di luminosità in un breve arco di tempo (alcuni anni). I singoli addensamenti di gas all'interno del flusso risplendono per un certo periodo di tempo, dopodiché si affievoliscono o scompaiono del tutto, mentre ne appaiono immediatamente di nuovi. Le variazioni sono causate dalle interazioni sia tra getti e mezzo interstellare sia tra varie porzioni di gas all'interno dei getti, accelerate a differenti velocità.
L'eruzione di getti dalla stella avviene irregolarmente e a intermittenza, anziché in flussi continui e regolari. Questa intermittenza può far sì che i getti si muovano nella stessa direzione, pur a differenti velocità; le interazioni tra i getti creano le cosiddette «working surfaces» (superfici di lavoro), in cui le correnti di gas, collidendo tra loro, generano le onde d'urto alla base della loro ionizzazione.

## Classificazione delle stelle da cui si originano gli oggetti HH
Le stelle alla base della formazione degli oggetti di Herbig-Haro sono tutte molto giovani, a partire dalle protostelle in fase di accrescimento sino alle più evolute T Tauri. Gli astronomi le dividono in quattro classi (0, I, II e III), a seconda della loro luminosità nell'infrarosso, tenendo conto che una grande quantità di infrarossi implica una grande quantità di materia fredda in orbita intorno all'astro; ciò indicherebbe che esso si trova in una fase in cui è ancora preminente il collasso gravitazionale.

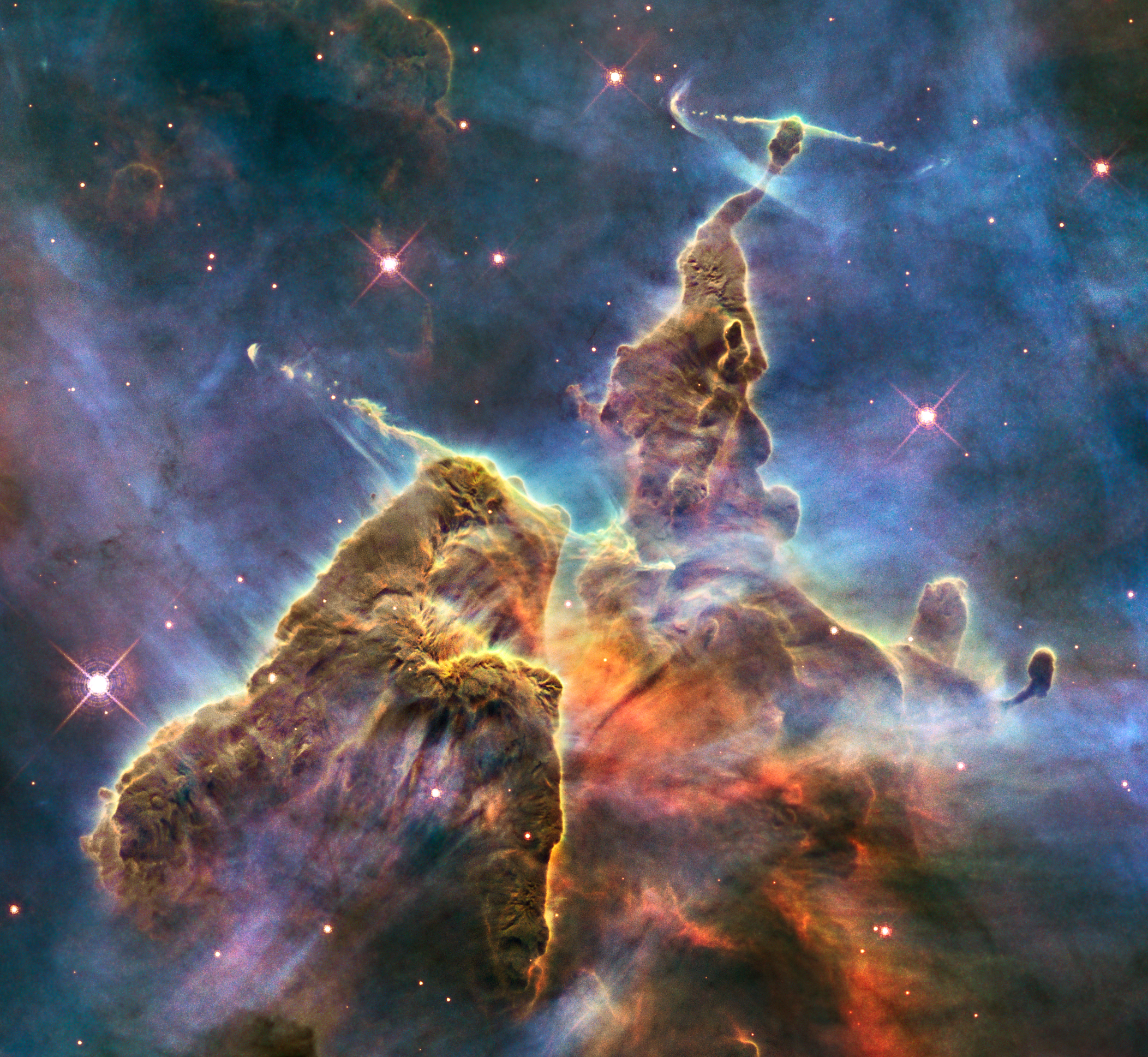
Gli oggetti di Herbig-Haro HH 901 e HH 902 spuntano dalla sommità di due colonne di gas all'interno della Nebulosa della Carena, a circa 7000-7500 a.l. di distanza dal sistema solare.

Questa classificazione non è tuttavia definitiva: il numero delle classi, infatti, sembra destinato a crescere man mano che vengono scoperti nuovi particolari. Ciò accadde esattamente alla classe 0, la più recente, che non fu introdotta prima che venissero ben definiti i parametri di appartenenza alle classi I, II e III.
Gli oggetti di classe 0 hanno un'età di poche migliaia di anni; data la loro giovane età, nel loro nucleo non sono ancora in atto reazioni termonucleari, ma l'energia che li alimenta è l'energia potenziale gravitazionale rilasciata dalla materia mentre precipita sulla protostella. Passando alla classe I si nota che ha già avuto inizio la fusione nucleare, ma i gas e le polveri precipitano ancora dalle nubi circostanti e dal disco di accrescimento sulla loro superficie. Queste nubi, data la loro grande densità, ne rendono quasi impossibile l'osservazione alle lunghezze d'onda del visibile, consentendola però nell'infrarosso o nel continuum radio. Negli oggetti di classe II la caduta di materia dal disco di accrescimento è quasi del tutto terminata; tuttavia permane ancora una buona quantità di materia in orbita attorno alla stella, che va a costituire dei dischi circumstellari da cui possono avere origine sistemi planetari. Negli oggetti di classe III sono presenti solamente tracce dell'originario disco di accrescimento.
Gli studi hanno mostrato che circa l'80% delle stelle da cui si originano gli oggetti HH sono stelle binarie o multiple (due o più stelle in orbita attorno a un comune centro di gravità); una proporzione dunque decisamente maggiore di quella riscontrata tra le stelle di sequenza principale. Tale dato suggerirebbe allora che alla base dell'eruzione dei getti che formano gli oggetti HH vi siano proprio i sistemi stellari, e che, probabilmente, i flussi più ampi si formino in seguito alla loro dissoluzione. Si ritiene perciò che gran parte delle stelle nascano come sistemi multipli, ma che una parte consistente venga distrutta dalle interazioni gravitazionali con le stelle vicine e le dense nubi di gas prima che raggiungano la sequenza principale del diagramma H-R.

## Omologhi degli oggetti HH nell'infrarosso

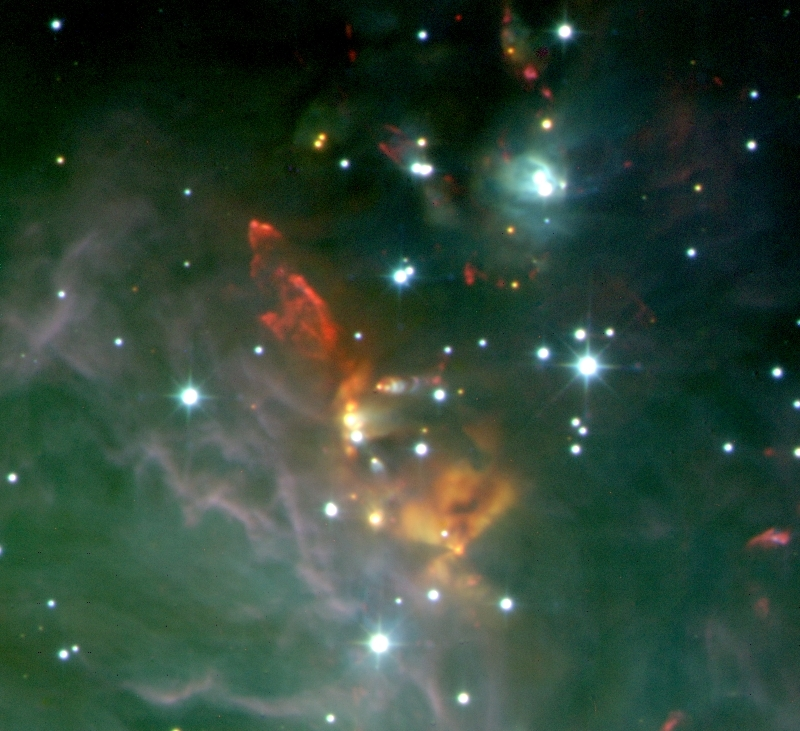
Immagine agli infrarossi dei bow shock molecolari associati a flussi bipolari nell'oggetto HH 2 all'interno della Nebulosa di Orione (M42).

Gran parte degli oggetti di Herbig-Haro associati a stelle molto giovani o a protostelle molto massicce sono difficilmente osservabili nel visibile, perché le nubi di gas e polveri da cui si sono formati bloccano le radiazioni in queste lunghezze d'onda. Per questo motivo la loro luminosità si riduce di decine o addirittura centinaia di magnitudini. È possibile ottenere discrete osservazioni in base alle diverse lunghezze d'onda dello spettro elettromagnetico: nel visibile, principalmente nelle bande di emissione dell'idrogeno e del monossido di carbonio, oppure nell'infrarosso o nelle onde radio.
Negli ultimi anni l'astronomia dell'infrarosso ha offerto numerose immagini di decine di «oggetti HH infrarossi», vale a dire corpi celesti simili agli oggetti HH, ma che, a differenza di questi ultimi, emettono gran parte delle loro radiazioni nell'infrarosso. Tali oggetti vengono chiamati bow shock (lett. onde di prua) molecolari, a causa della loro somiglianza con le onde che si formano a prua di una nave in navigazione. Come gli oggetti HH, questi shock si formano a partire da getti collimati che fuoriescono dai poli di una protostella. I getti dei bow shock viaggiano a velocità di varie centinaia di km/s; gli urti tra le particelle del flusso e quelle del mezzo interstellare scaldano i gas a temperature di alcune migliaia di kelvin. Essendo propri di stelle più giovani, in cui il processo di accrescimento è ancora estremamente forte, i bow shock nell'infrarosso sono associati dunque a getti molto più energici degli oggetti HH.
Le dinamiche dei bow shock infrarossi possono esser comprese in maniera simile a quelle degli oggetti HH poiché presentano delle grosse affinità. L'unica, ma importante differenza, consiste nelle condizioni che si vengono a creare nei getti e nella nebulosa circostante: nel caso dei bow shock provocano emissioni infrarosse da parte di molecole, mentre negli oggetti HH causano emissioni nel visibile da parte di atomi e ioni.

### Testi generici

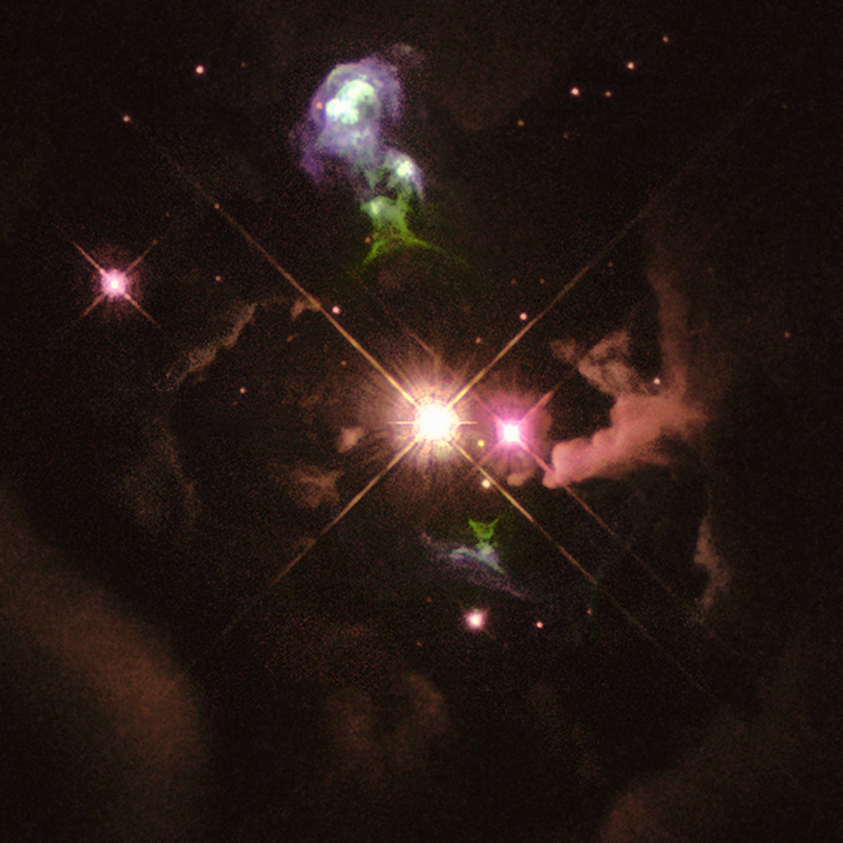
L'oggetto di Herbig-Haro HH 32, uno dei più brillanti del cielo.

- E. Bussoletti e F. Melchiorri, Astronomia infrarossa. Una nuova presentazione del cosmo, Milano, Mondadori, 1983, ISBN 88-04-21365-5.
- H. L. Shipman, L'universo inquieto. Guida all'osservazione a occhio nudo e con il telescopio. Introduzione all'astronomia, Bologna, Zanichelli, 1984, ISBN 88-08-03170-5.
- H. Reeves, L'evoluzione cosmica, Milano, Rizzoli–BUR, 2000, ISBN 88-17-25907-1.
- AA.VV, L'Universo - Grande enciclopedia dell'astronomia, Novara, De Agostini, 2002.
- M. Hack, Dove nascono le stelle. Dalla vita ai quark: un viaggio a ritroso alle origini dell'Universo, Milano, Sperling & Kupfer, 2004, ISBN 88-8274-912-6.
- J. Gribbin, Enciclopedia di astronomia e cosmologia, Milano, Garzanti, 2005, ISBN 88-11-50517-8.
- W. Owen et al., Atlante illustrato dell'Universo, Milano, Il Viaggiatore, 2006, ISBN 88-365-3679-4.
- J. Lindstrom, Stelle, galassie e misteri cosmici, Trieste, Editoriale Scienza, 2006, ISBN 88-7307-326-3.
- G. Ranzini, Astronomia, Novara, De Agostini, 2007, ISBN 978-88-418-3521-0.

### Testi specifici
- (EN) T. J. Millar e A. C. Raga, Shocks in Astrophysics, Kluwer Academic Publishers, 1996, ISBN 0-7923-3899-5.
- (EN) C. J. Lada e N. D. Kylafits, The Origin of Stars and Planetary Systems, Kluwer Academic Publishers, 1999, ISBN 0-7923-5909-7.
- A. De Blasi, Le stelle: nascita, evoluzione e morte, Bologna, CLUEB, 2002, ISBN 88-491-1832-5.
- C. Abbondi, Universo in evoluzione dalla nascita alla morte delle stelle, Sandit, 2007.

### Pubblicazioni scientifiche
- S. W. Burnham, Note on Hind's Variable Nebula in Taurus (PDF), in Monthly Notices of the Royal Astronomical Society, vol. 51, dicembre 1890,  p. 94.
- (EN) G. Herbig, The Spectrum of the Nebulosity Surrounding T Tauri (PDF), in Astrophysical Journal, vol. 111, gennaio 1950,  pp. 11-14.
- G. Herbig, The Spectra of Two Nebulous Objects Near NGC 1999 (PDF), in Astrophysical Journal, vol. 113, maggio 1951,  pp. 697-712.
- (EN) G. Haro, Herbig's Nebulous Objects Near NGC 1999 (PDF), in Astrophysical Journal, vol. 115, maggio 1952,  p. 572.
- (EN) G. Haro, Hα Emission Stars and Peculiar Objects in the Orion Nebula (PDF), in Astrophysical Journal, vol. 117, gennaio 1953,  pp. 73-82.
- (EN) V. A. Ambarcumjan, Stars of T Tauri and UV Ceti types and the phenomenon of continuous emission (PDF), in Non-stable stars, proceedings from IAU Symposium no. 3 held in Dublin. Sept. 1, 1955. Edited by George H. Herbig. International Astronomical Union. Symposium no. 3, Cambridge University Press, settembre 1955,  pp. 177-185.
- (EN) K. H. Böhm, A Spectrophotometric Analysis of the Brightest Herbig-Haro Object (PDF), in Astrophysical Journal, vol. 123, maggio 1956,  pp. 379-391.
- F. Hoyle, Accretion Heating in the Herbig-Haro Objects, in Astrophysical Journal, vol. 124, settembre 1956,  p. 484. URL consultato il 26 novembre 2007.
- M. Dopita, The Herbig-Haro objects in the GUM Nebula, in Astronomy and Astrophysics, vol. 63, n. 1-2, febbraio 1978,  pp. 237-241. URL consultato il 27 novembre 2007.
- (EN) E. W. Brugel, K.H. Böhm e E. Mannery, Emission line spectra of Herbig-Haro objects (PDF), in Astrophysical Journal Supplement Series, vol. 47, ottobre 1981,  pp. 117-138.
- R. D. Schwartz, Herbig-Haro Objects, in Annual Review of Astronomy and Astrophysics, vol. 21, settembre 1983,  pp. 209-237, DOI:10.1146/annurev.aa.21.090183.001233. URL consultato il 28 novembre 2007.
- A. L. Gyul'budagyan, On a connection between Herbig-Haro objects and flare stars in the neighborhood of the sun, in Astrofizika, vol. 20, marzo - aprile 1984,  pp. 277-281. URL consultato il 29 novembre 2007.
- J. Bally; J. Morse; B. Reipurth, The Birth of Stars: Herbig-Haro Jets, Accretion and Proto-Planetary Disks, in Science with the Hubble Space Telescope -- II, Eds: P. Benvenuti, F. D. Macchetto, and E. J. Schreier, vol. 473, aprile 1995. URL consultato il 27 novembre 2007.
- (EN) B. Reipurth e S. Heathcote, 50 Years of Herbig-Haro Research. From discovery to HST (PDF), in Herbig-Haro Flows and the Birth of Stars; IAU Symposium, n. 182, 1997,  pp. 3-18.
- F. Bacciotti; J. Eislöffel, Ionization and density along the beams of Herbig-Haro jets, in Astronomy and Astrophysics, vol. 342, n. 1, 1999,  pp. 717-735. URL consultato il 28 novembre 2007.
- B. Reipurth e J. Bally, Herbig-Haro Flows: Probes of Early Stellar Evolution (PDF), in Annual Review of Astronomy and Astrophysics, vol. 39, 2001,  pp. 403-455, DOI:10.1146/annurev.astro.39.1.403. URL consultato il 26 novembre 2007.

### Oggetti di Herbig-Haro

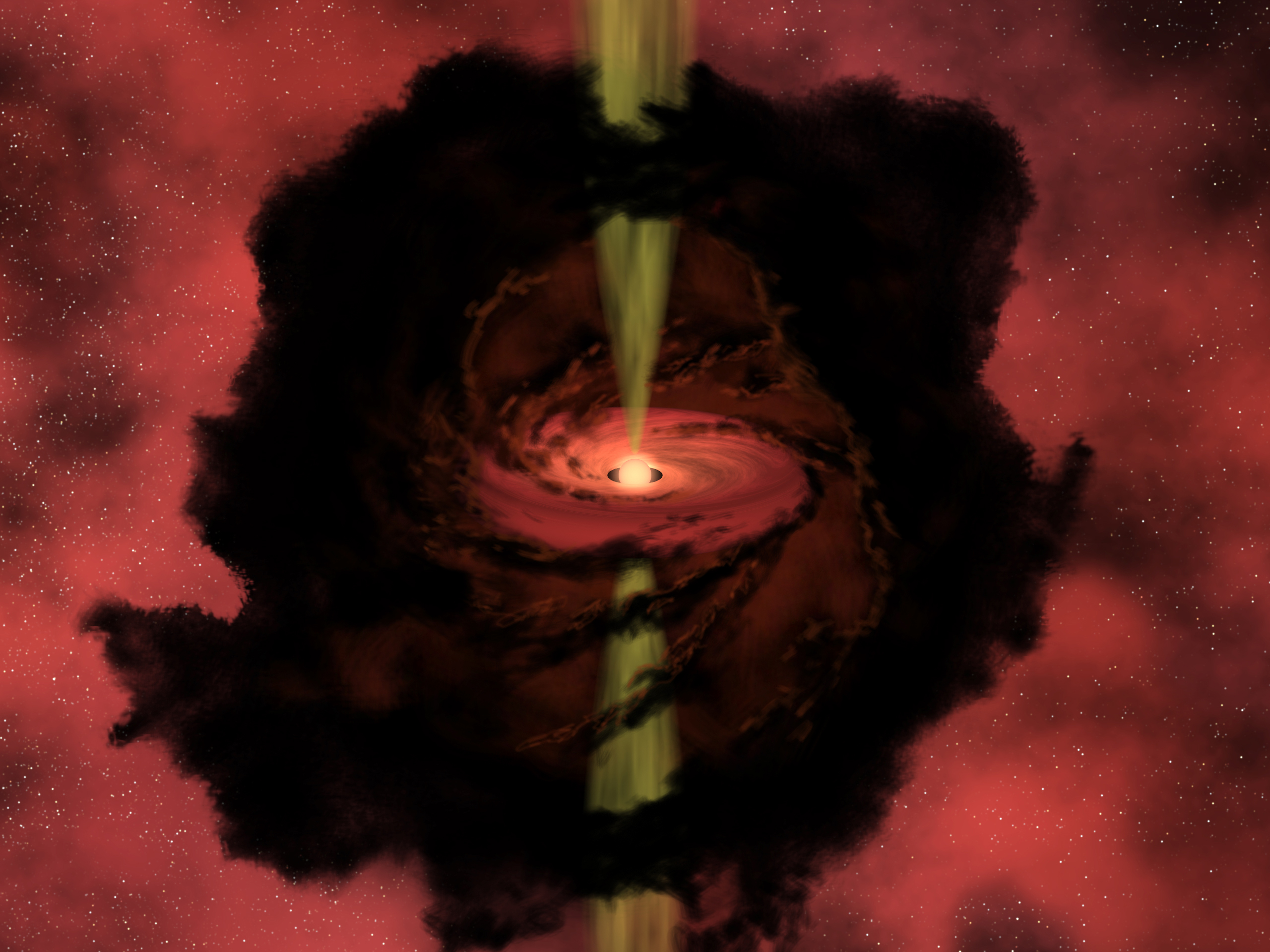
Rappresentazione artistica della protostella scoperta nella nube oscura LDN 1014; ben visibili sono il disco di accrescimento e i getti che si dipartono dai poli della protostella.

- HH 34
- HH 46/47
- HH 80/81
- HH 132

### Oggetti e dinamiche celesti
- Disco di accrescimento
- Disco protoplanetario
- Flusso molecolare bipolare
- Formazione stellare
- Getto polare
- Globulo di Bok
- Luce collimata
- Nebulosa a emissione
- Protostella
- Stella T Tauri

### Personalità
- Viktor Amazaspovič Ambarcumjan
- Sherburne Wesley Burnham
- Guillermo Haro
- George Herbig